# Hersheypark Stadium
Le Hersheypark Stadium est un stade omnisports américain situé à Hershey en plein cœur du parc d'attractions de Hersheypark, non loin de Harrisburg, la capitale de la Pennsylvanie.
Le stade, doté de 15 641 places, sert d'enceinte à domicile pour l'équipe de soccer du Hershey FC.

## Événements

### Matchs de hockey sur glace
| Date            | Équipes                                          | Affluence |
| --------------- | ------------------------------------------------ | --------- |
| 20 janvier 2013 | Hershey Bears 1-2 Wilkes-Barre/Scranton Penguins | 17 311    |
| 20 janvier 2018 | Hershey Bears 2-5 Lehigh Valley Phantoms         | 13 091    |

### Matchs internationaux de soccer
| Date          | Équipes                           | Affluence |
| ------------- | --------------------------------- | --------- |
| 9 mai 1990    | États-Unis 3-0 Pologne            | -         |
| 22 avril 1999 | États-Unis 2-1 Chine              | 15 257    |
| 21 avril 2000 | États-Unis 3-0 Honduras           | -         |
| 23 avril 2000 | Canada 0-2 Honduras               | -         |
| 25 avril 2000 | Canada 0-0 États-Unis             | -         |
| 28 avril 2000 | États-Unis 3-0 Guatemala          | -         |
| 28 avril 2000 | Honduras 0-0 Mexique (5–4 t.a.b.) | -         |
| 30 avril 2000 | Guatemala 0-5 Mexique             | -         |
| 30 avril 2000 | États-Unis 1-2 Honduras           | -         |
| 23 juin 2000  | États-Unis 11-0 Trinité-et-Tobago | 10 483    |

### Concerts
| Concerts donnés au Hersheypark Stadium                             | Concerts donnés au Hersheypark Stadium                       | Concerts donnés au Hersheypark Stadium | Concerts donnés au Hersheypark Stadium                   | Concerts donnés au Hersheypark Stadium |
| Artiste                                                            | Événement                                                    | Date                                   | Première partie                                          |                                        |
| ------------------------------------------------------------------ | ------------------------------------------------------------ | -------------------------------------- | -------------------------------------------------------- | -------------------------------------- |
| 10,000 Maniacs                                                     | Our Time in Eden Tour                                        | 29 juin 1993                           | World Party                                              |                                        |
| Aerosmith                                                          | Back in the Saddle Tour                                      | 3 janvier 1985                         | Poison Dollys                                            |                                        |
| Aerosmith                                                          | Done with Mirrors Tour                                       | 10 avril 1986                          | Ted Nugent                                               |                                        |
| Aerosmith                                                          | Pump Tour                                                    | 28 janvier 1990                        | Skid Row                                                 |                                        |
| Aerosmith                                                          | Get a Grip Tour                                              | 10 août 1994                           | Jackyl                                                   |                                        |
| Aerosmith                                                          | Nine Lives Tour                                              | 31 juillet 1997                        | Jonny Lang                                               |                                        |
| Aerosmith                                                          | Just Push Play Tour                                          | 22 juin 2001                           | Fuel                                                     |                                        |
| Aerosmith                                                          | Girls of Summer Tour                                         | 17 août 2002                           | Kid Rock & Run–D.M.C.                                    |                                        |
| Aerosmith                                                          | Honkin' on Bobo Tour                                         | 26 juin 2004                           | Cheap Trick                                              |                                        |
| Alabama                                                            | Farewell Tour                                                | 15 août 2003                           | NC                                                       |                                        |
| Alanis Morissette                                                  | Can't Not Tour                                               | 26 août 1996                           | Radiohead                                                |                                        |
| All That! Music and More Festival                                  | —                                                            | 20 août 2000                           | NC                                                       |                                        |
| Ariana Grande                                                      | The Honeymoon Tour                                           | 26 juillet 2015                        | Prince Royce                                             |                                        |
| Backstreet Boys                                                    | Black & Blue Tour                                            | 5 juillet 2001                         | Shaggy & Krystal Harris                                  |                                        |
| Backstreet Boys                                                    | DNA World Tour                                               | 16 septembre 2019                      | Baylee Littrell                                          |                                        |
| Barry Manilow                                                      | Big Fun Tour de Force                                        | 12 août 1988                           | NC                                                       |                                        |
| The Beach Boys                                                     | Love You Tour                                                | 30 août 1977                           | Ricci Martin                                             |                                        |
| The Beach Boys                                                     | The Beach Boys Tour                                          | 29 juillet 1985                        | John Cafferty & The Beaver Brown Band                    |                                        |
| The Beach Boys                                                     | 1991 Tour                                                    | 28 juillet 1991                        | The Everly Brothers                                      |                                        |
| Beyoncé                                                            | The Formation World Tour                                     | 12 juin 2016                           | DJ Khaled                                                |                                        |
| Big Time Rush & Victoria Justice                                   | Summer Break Tour                                            | 19 juillet 2013                        | Jackson Guthy & Olivia Somerlyn                          |                                        |
| Billy Joel                                                         | 2008 Tour                                                    | 10 juillet 2008                        | NC                                                       |                                        |
| Black Sabbath                                                      | 1999 Reunion Tour                                            | 12 août 1999                           | Godsmack & Drain STH                                     |                                        |
| Blink-182                                                          | Blink-182 in Concert                                         | 12 août 2009                           | Fall Out Boy, Panic! at the Disco & Chester French       |                                        |
| Bon Jovi                                                           | New Jersey Syndicate Tour                                    | 17 juin 1989                           | Skid Row                                                 |                                        |
| Bon Jovi                                                           | One Wild Night Tour                                          | 22 juillet 2001                        | Eve 6                                                    |                                        |
| Bon Jovi                                                           | The Circle Tour                                              | 19 mai 2010                            | Fuel & Charm City Devils                                 |                                        |
| Breaking Benjamin, Chevelle, Three Days Grace, Dorothy, & Diamante | 105.7 The X Summerfest                                       | 27 juillet 2019                        | NC                                                       |                                        |
| Britney Spears                                                     | Oops!... I Did It Again Tour                                 | 24 juin 2000                           | A-Teens, BBMak & Innosense                               |                                        |
| Brooks & Dunn                                                      | Waitin' on Sundown Tour                                      | 5 juillet 1994                         | Faith Hill & Wade Hayes                                  |                                        |
| Brooks & Dunn                                                      | Tight Rope Tour                                              | 28 juillet 2000                        | Lonestar & Andy Griggs                                   |                                        |
| Brooks & Dunn                                                      | Neon Circus & Wild West Show Tour                            | 2 juillet 2002                         | Dwight Yoakam, Gary Allan, Chris Cagle & Trick Pony      |                                        |
| Brooks & Dunn                                                      | Neon Circus & Wild West Show Tour                            | 11 juillet 2003                        | Rascal Flatts, Brad Paisley, Aaron Lines & Jeff Bates    |                                        |
| Brooks & Dunn                                                      | Neon Circus & Wild West Show Tour                            | 24 septembre 2005                      | Big & Rich, The Warren Brothers & Cowboy Troy            |                                        |
| Bruce Springsteen & The E Street Band                              | Magic Tour                                                   | 19 août 2008                           | NC                                                       |                                        |
| Bruce Springsteen & The E Street Band                              | Working on a Dream Tour                                      | 15 mai 2009                            | NC                                                       |                                        |
| Bruce Springsteen & The E Street Band                              | High Hopes Tour                                              | 14 mai 2014                            | NC                                                       |                                        |
| Bruno Mars & The Hooligans                                         | The Moonshine Jungle Tour                                    | 12 juillet 2014                        | Aloe Blacc                                               |                                        |
| Bush                                                               | Razorblade Suitcase Tour                                     | 4 juillet 1997                         | Veruca Salt, The Jesus Lizard & Souls                    |                                        |
| Coldplay                                                           | Viva la Vida Tour                                            | 24 mai 2009                            | Pete Yorn & Howling Bells                                |                                        |
| Counting Crows                                                     | Recovering the Satellites Tour                               | 15 juillet 1997                        | The Wallflowers                                          |                                        |
| Counting Crows                                                     | Saturday Nights & Sunday Mornings Tour                       | 5 août 2008                            | Maroon 5 & Sara Bareilles                                |                                        |
| Counting Crows                                                     | Saturday Nights & Sunday Mornings Tour                       | 6 août 2008                            | Maroon 5 & Sara Bareilles                                |                                        |
| Counting Crows & Live                                              | 25 Years and Counting Tour                                   | 10 août 2018                           | NC                                                       |                                        |
| Creed                                                              | Human Clay Tour                                              | 21 mai 2000                            | Sevendust & Finger Eleven                                |                                        |
| Creed                                                              | Weathered Tour                                               | 24 août 2002                           | Jerry Cantrell & 12 Stones                               |                                        |
| Creed                                                              | Full Circle Reunion Tour                                     | 9 août 2009                            | Skillet & Like a Storm                                   |                                        |
| Crosby, Stills & Nash                                              | Daylight Again Tour                                          | 10 août 1982                           | Kansas                                                   |                                        |
| Crosby, Stills & Nash                                              | 1987 Tour                                                    | 3 juillet 1987                         | NC                                                       |                                        |
| Crosby, Stills, Nash & Young                                       | Freedom of Speech Tour                                       | 25 août 2006                           | NC                                                       |                                        |
| Dave Matthews Band                                                 | Crash Tour                                                   | 29 septembre 1996                      | Soul Coughing                                            |                                        |
| Dave Matthews Band                                                 | Before These Crowded Streets Tour                            | 29 juillet 1998                        | Agents of Good Roots                                     |                                        |
| Dave Matthews Band                                                 | 1999 Tour                                                    | 4 août 1999                            | Boy Wonder                                               |                                        |
| Dave Matthews Band                                                 | 2000 Tour                                                    | 23 août 2000                           | The Getaway People                                       |                                        |
| Dave Matthews Band                                                 | Everyday Tour                                                | 1er août 2001                          | Corey Harris & The 5x5                                   |                                        |
| Dave Matthews Band                                                 | Busted Stuff Tour                                            | 21 juillet 2002                        | Norah Jones                                              |                                        |
| Dave Matthews Band                                                 | 2003 Tour                                                    | 11 septembre 2003                      | North Mississippi Allstars                               |                                        |
| Dave Matthews Band                                                 | 2004 Tour                                                    | 10 juillet 2004                        | Galactic                                                 |                                        |
| Dave Matthews Band                                                 | Stand Up Tour                                                | 25 juillet 2005                        | Blue Merle                                               |                                        |
| Dave Matthews Band                                                 | 2006 Tour                                                    | 23 juin 2006                           | O.A.R.                                                   |                                        |
| Dave Matthews Band                                                 | 2008 Tour                                                    | 27 juin 2008                           | The Black Crowes                                         |                                        |
| Dave Matthews Band                                                 | Big Whiskey & the GrooGrux King Tour                         | 24 juillet 2009                        | Jason Mraz                                               |                                        |
| Dave Matthews Band                                                 | 2010 Tour                                                    | 9 juillet 2010                         | Zac Brown Band                                           |                                        |
| Dave Matthews Band                                                 | Away from the World Tour                                     | 29 juin 2012                           | The Head and the Heart                                   |                                        |
| Dave Matthews Band                                                 | 2013 Tour                                                    | 13 juillet 2013                        | Kool & the Gang                                          |                                        |
| David Bowie                                                        | Serious Moonlight Tour                                       | 29 août 1983                           | NC                                                       |                                        |
| David Bowie & Nine Inch Nails                                      | Outside Tour/Dissonance                                      | 17 septembre 1995                      | Prick                                                    |                                        |
| Def Leppard                                                        | Yeah! Tour                                                   | 3 juillet 2006                         | Journey & Stoll Vaughan                                  |                                        |
| Def Leppard                                                        | Downstage Thrust Tour                                        | 12 août 2007                           | Styx & Foreigner                                         |                                        |
| Def Leppard                                                        | Mirrorball Tour                                              | 3 juillet 2011                         | Heart & Evan Watson                                      |                                        |
| Def Leppard                                                        | Rock of Ages Tour                                            | 15 août 2012                           | Poison & Lita Ford                                       |                                        |
| Def Leppard & Journey                                              | Def Leppard & Journey 2018 Tour                              | 25 mai 2018                            | NC                                                       |                                        |
| Def Leppard & Mötley Crüe                                          | The Stadium Tour                                             | 11 août 2020                           | Joan Jett & The Blackhearts & Poison                     |                                        |
| Demi Lovato & Nick Jonas                                           | Future Now Tour                                              | 16 juillet 2016                        | Mike Posner                                              |                                        |
| Destiny's Child                                                    | Destiny Fulfilled ... And Lovin' It                          | 7 août 2005                            | Mario, Amerie & Tyra Bolling                             |                                        |
| Disturbed                                                          | The Sickness 20th Anniversary Tour                           | 1er août 2020                          | Staind & Bad Wolves                                      |                                        |
| Eagles                                                             | Hell Freezes Over Reunion Tour                               | 14 septembre 1994                      | NC                                                       |                                        |
| Emerson, Lake & Powell                                             | Emerson, Lake & Powell Tour                                  | 25 septembre 1986                      | NC                                                       |                                        |
| Fall Out Boy                                                       | Mania Tour                                                   | 1er septembre 2018                     | Machine Gun Kelly, Against the Current                   |                                        |
| Fall Out Boy & Paramore                                            | Monumentour                                                  | 19 juillet 2014                        | New Politics                                             |                                        |
| Farm Aid                                                           | —                                                            | 22 septembre 2012                      | NC                                                       |                                        |
| Fleetwood Mac                                                      | Say You Will Tour                                            | 12 juin 2004                           | NC                                                       |                                        |
| Florida Georgia Line                                               | Smooth Tour                                                  | 22 juillet 2017                        | Chris Lane, & Morgan Wallen                              |                                        |
| Florida Georgia Line                                               | Can't Say I Ain't Country Tour                               | 17 août 2019                           | Dan + Shay, Morgan Wallen, & Canaan Smith                |                                        |
| Furthur Festival                                                   | —                                                            | July 11, 1997                          | NC                                                       |                                        |
| George Strait                                                      | It Just Comes Natural Tour                                   | 18 janvier 2007                        | Ronnie Milsap & Taylor Swift                             |                                        |
| George Thorogood & The Destroyers                                  | Maverick Tour                                                | 2 août 1985                            | Johnny Winter                                            |                                        |
| George Thorogood and The Destroyers & Little Feat                  | 1992 Tour                                                    | 11 août 1992                           | NC                                                       |                                        |
| Gin Blossoms                                                       | 1994 Tour                                                    | 18 juillet 1994                        | Cracker & Vinx                                           |                                        |
| Gloria Estefan                                                     | Into the Light Tour                                          | 8 septembre 1991                       | NC                                                       |                                        |
| Grateful Dead                                                      | 1985 Tour                                                    | 28 juin 1985                           | NC                                                       |                                        |
| Green Day, Fall Out Boy, & Weezer                                  | Hella Mega Tour                                              | 16 août 2020                           | The Interrupters                                         |                                        |
| Guns N' Roses                                                      | Use Your Illusion Tour                                       | 11 juin 1991                           | Skid Row                                                 |                                        |
| Guns N' Roses                                                      | Not in This Lifetime... Tour                                 | 13 août 2017                           | Live                                                     |                                        |
| H.O.R.D.E. Festival                                                | —                                                            | 23 août 1996                           | NC                                                       |                                        |
| Hanson                                                             | Albertane Tour                                               | 15 août 1998                           | Admiral Twin                                             |                                        |
| Harry Styles                                                       | Harry Styles: Live On Tour                                   | 14 juin 2018                           | Kacey Musgraves                                          |                                        |
| Honda Civic Tour                                                   | 10th Annual Honda Civic Tour Blink-182 & My Chemical Romance | 13 août 2011                           | Manchester Orchestra                                     |                                        |
| Hootie & The Blowfish                                              | Group Therapy Tour                                           | 30 août 2019                           | Barenaked Ladies                                         |                                        |
| Imagine Dragons                                                    | Evolve World Tour                                            | 16 juin 2018                           | Grace VanderWaal                                         |                                        |
| Janet Jackson                                                      | Janet World Tour                                             | 3 juillet 1994                         | NC                                                       |                                        |
| Janet Jackson                                                      | State of the World Tour                                      | 20 juillet 2018                        | NC                                                       |                                        |
| Jason Aldean                                                       | Night Train Tour                                             | 10 août 2013                           | Jake Owen, Thomas Rhett & DeeJay Silver                  |                                        |
| Jason Aldean                                                       | Burn It Down Tour                                            | 30 mai 2015                            | Cole Swindell, Tyler Farr, & DeeJay Silver               |                                        |
| Jason Aldean                                                       | Six String Circus Tour                                       | 15 septembre 2017                      | Thomas Rhett, A Thousand Horses & Dee Jay Silver         |                                        |
| Jay Z & Justin Timberlake                                          | Legends of the Summer Stadium Tour                           | 4 août 2013                            | DJ Cassidy                                               |                                        |
| John Mayer                                                         | Continuum Tour                                               | 21 juillet 2007                        | Ben Folds & James Morrison                               |                                        |
| John Mayer                                                         | Battle Studies World Tour                                    | 5 août 2010                            | Train                                                    |                                        |
| John Mellencamp                                                    | Cuttin' Heads Tour                                           | 15 septembre 2001                      | The Wallflowers                                          |                                        |
| Jonas Brothers                                                     | 2010 World Tour                                              | 14 août 2010                           | Demi Lovato                                              |                                        |
| Jonas Brothers                                                     | Happiness Begins Tour                                        | 31 août 2019                           | Bebe Rexha & Jordan McGraw                               |                                        |
| Journey                                                            | Classic Rock's Main Event Tour                               | 1er août 2003                          | Styx & REO Speedwagon                                    |                                        |
| Journey                                                            | Revelation Tour                                              | 28 août 2008                           | Cheap Trick & Heart                                      |                                        |
| Journey                                                            | Eclipse Tour                                                 | 16 août 2011                           | Foreigner & Night Ranger                                 |                                        |
| Journey & The Pretenders                                           | Journey & The Pretenders 2020 Tour                           | 11 septembre 2020                      | NC                                                       |                                        |
| Judas Priest                                                       | Mercenaries of Metal Tour                                    | 10 août 1988                           | Cinderella                                               |                                        |
| Kelly Clarkson                                                     | Piece by Piece Tour                                          | 11 juillet 2015                        | Pentatonix, Eric Hutchinson & Abi Ann                    |                                        |
| Kendrick Lamar                                                     | The Championship Tour                                        | 2 juin 2018                            | Top Dawg Entertainment Artists                           |                                        |
| Kenny Chesney                                                      | No Shoes, No Shirt, No Problems Tour                         | 21 juin 2002                           | Montgomery Gentry, Jamie O'Neal & Phil Vassar            |                                        |
| Kenny Chesney                                                      | The Road and the Radio Tour                                  | 28 mai 2006                            | Uncle Kracker, Sugarland & Jake Owen                     |                                        |
| Kesha & Macklemore                                                 | The Adventures of Kesha and Macklemore                       | 21 juillet 2018                        | NC                                                       |                                        |
| Kid Rock & Twisted Brown Trucker                                   | Rock 'n' Rebels II Tour                                      | 31 juillet 2009                        | Lynyrd Skynyrd & Black Stone Cherry                      |                                        |
| Kid Rock & Twisted Brown Trucker                                   | Born Free Part II Tour                                       | 10 juillet 2011                        | Sheryl Crow                                              |                                        |
| Kiss                                                               | Kiss Farewell Tour                                           | 5 juillet 2000                         | Ted Nugent & Skid Row                                    |                                        |
| Kiss                                                               | Rock the Nation Tour                                         | 18 juillet 2004                        | Poison & ZO2                                             |                                        |
| Kiss                                                               | The Hottest Show on Earth Tour                               | 31 juillet 2010                        | The Academy Is... & The Feens                            |                                        |
| Kiss                                                               | End of the Road World Tour                                   | 21 août 2019                           | NC                                                       |                                        |
| Kiss & Aerosmith                                                   | AeroKiss Tour                                                | 31 août 2003                           | Saliva                                                   |                                        |
| Lady Gaga                                                          | The Chromatica Ball                                          | 28 août 2022                           | NC                                                       |                                        |
| Lilith Fair                                                        | —                                                            | 10 août 1998                           | NC                                                       |                                        |
| Lilith Fair                                                        | —                                                            | 31 juillet 1999                        | NC                                                       |                                        |
| Live                                                               | Throwing Copper Tour                                         | 21 juillet 1995                        | Catherine Wheel & Buffalo Tom                            |                                        |
| Live                                                               | Secret Samadhi Tour                                          | 25 juillet 1997                        | Luscious Jackson & The Jellybricks                       |                                        |
| Live                                                               | The Distance to Here Tour                                    | 26 août 2000                           | Counting Crows & Galactic                                |                                        |
| Luke Bryan                                                         | Kill The Lights Tour                                         | 4 juin 2016                            | Little Big Town & Dustin Lynch                           |                                        |
| Luke Bryan                                                         | Huntin', Fishin' and Lovin' Every Day Tour                   | 23 juin 2017                           | Brett Eldredge & Lauren Alaina                           |                                        |
| Luke Bryan                                                         | Sunset Repeat Tour                                           | 6 juin 2019                            | Cole Swindell & Jon Langston                             |                                        |
| Lynyrd Skynyrd                                                     | 2006 Tour                                                    | 16 juillet 2006                        | 3 Doors Down & Shooter Jennings                          |                                        |
| Lynyrd Skynyrd                                                     | The Last of the Street Survivors Farewell Tour               | 28 juillet 2018                        | Blackberry Smoke Tom Hambridge Hank Williams Jr.         |                                        |
| Maroon 5                                                           | Maroon V Tour                                                | 15 août 2015                           | Nick Jonas Matt McAndrew                                 |                                        |
| Maroon 5                                                           | 2020 Tour                                                    | 5 septembre 2020                       | Meghan Trainor                                           |                                        |
| Matchbox 20                                                        | Mad Season Tour                                              | 15 août 2001                           | Train & Seven Mary Three                                 |                                        |
| Matchbox 20 & Counting Crows                                       | A Brief History Of Everything Tour                           | 28 août 2017                           | NC                                                       |                                        |
| Megadeth                                                           | Cryptic Writings Tour                                        | 16 mars 1998                           | Life of Agony & Coal Chamber                             |                                        |
| Michael Bolton                                                     | My Secret Passion: The Arias Tour                            | 12 juin 1998                           | Wynonna Judd                                             |                                        |
| The Moody Blues                                                    | Octave Tour                                                  | 24 novembre 1978                       | Jimmie Spheeris                                          |                                        |
| The Moody Blues                                                    | Sur la Mer Tour                                              | 5 août 1988                            | John Kilzer Band                                         |                                        |
| *NSYNC                                                             | Boys of Summer Tour                                          | 23 juillet 1999                        | Jordan Knight & The Sugarhill Gang                       |                                        |
| *NSYNC                                                             | No Strings Attached Tour                                     | 30 juillet 2000                        | Sisqó & Pink                                             |                                        |
| *NSYNC                                                             | PopOdyssey Tour                                              | 26 mai 2002                            | 3LW, BBMak & Tonya Mitchell                              |                                        |
| *NSYNC                                                             | PopOdyssey Tour                                              | 28 mai 2002                            | 3LW, BBMak & Tonya Mitchell                              |                                        |
| Neil Young & Crazy Horse                                           | Broken Arrow Tour                                            | 23 août 1996                           | NC                                                       |                                        |
| Neil Young & The Friends and Relatives                             | Silver & Gold Tour                                           | 11 août 2000                           | The Pretenders & Tegan and Sara                          |                                        |
| New Kids on the Block                                              | Mixtape Tour                                                 | 6 juillet 2019                         | Salt-N-Pepa, Tiffany, Debbie Gibson, & Naughty By Nature |                                        |
| Nickelback                                                         | All the Right Reasons Tour                                   | 14 juillet 2007                        | Staind & Daughtry                                        |                                        |
| Nickelback                                                         | Dark Horse Tour                                              | 17 juillet 2009                        | Hinder, Papa Roach & Saving Abel                         |                                        |
| Nickelback                                                         | Dark Horse Tour                                              | 25 septembre 2010                      | Three Days Grace & Buckcherry                            |                                        |
| Nickelback                                                         | Here and Now Tour                                            | 14 juillet 2012                        | Bush, Seether & My Darkest Days                          |                                        |
| Nickelback                                                         | Feed The Machine Tour                                        | 5 août 2017                            | Daughtry & Shaman's Harvest                              |                                        |
| Nickelback                                                         | All the R1ght Rea5ons Tour                                   | 11 juillet 2020                        | Stone Temple Pilots & Tyler Bryant & The Shakedown       |                                        |
| NKOTBSB                                                            | NKOTBSB Tour                                                 | 30 juillet 2011                        | Matthew Morrison                                         |                                        |
| One Direction                                                      | Take Me Home Tour                                            | 5 juillet 2013                         | 5 Seconds of Summer                                      |                                        |
| One Direction                                                      | Take Me Home Tour                                            | 6 juillet 2013                         | 5 Seconds of Summer                                      |                                        |
| Outlaw Music Festival                                              | –                                                            | 10 septembre 2017                      | NC                                                       |                                        |
| Paul McCartney                                                     | One on One Tour                                              | 19 juillet 2016                        | NC                                                       |                                        |
| Pearl Jam                                                          | Riot Act Tour                                                | 12 juillet 2003                        | Sleater-Kinney                                           |                                        |
| Pentatonix                                                         | PTX Summer Tour 2018                                         | 2 septembre 2018                       | Echosmith Calum Scott                                    |                                        |
| Phil Collins                                                       | Both Sides of the World Tour                                 | 9 juillet 1994                         | NC                                                       |                                        |
| Phish                                                              | Billy Breathes Tour                                          | 14 août 1996                           | NC                                                       |                                        |
| Phish                                                              | Farmhouse Tour                                               | 15 septembre 2000                      | NC                                                       |                                        |
| Phish                                                              | Joy Tour                                                     | 13 juin 2010                           | NC                                                       |                                        |
| Poison                                                             | Flesh & Blood Tour                                           | 7 juin 1991                            | Slaughter & BulletBoys                                   |                                        |
| Poison                                                             | 20th Anniversary Tour                                        | 20 juillet 2006                        | Cinderella & Endeverafter                                |                                        |
| The Police                                                         | The Police Reunion Tour                                      | 20 juillet 2007                        | Fiction Plane                                            |                                        |
| R.E.M.                                                             | Monster Tour                                                 | 30 septembre 1995                      | Radiohead                                                |                                        |
| Rascal Flatts                                                      | American Living Unstoppable Tour                             | 29 août 2009                           | Darius Rucker                                            |                                        |
| Rascal Flatts & Journey                                            | Live & Loud Tour                                             | 1er août 2013                          | The Band Perry & Cassadee Pope                           |                                        |
| Reba McEntire & Martina McBride                                    | Girl's Night Out Tour                                        | 6 août 2001                            | Sara Evans, Jamie O'Neal 8 & Carolyn Dawn Johnson        |                                        |
| Red Hot Chili Peppers                                              | Californication Tour                                         | 17 juillet 2000                        | Foo Fighters & Blonde Redhead                            |                                        |
| REO Speedwagon                                                     | Wheels Are Turnin' Tour                                      | 19 juin 1985                           | Cheap Trick                                              |                                        |
| Rihanna                                                            | Last Girl on Earth Tour                                      | 21 août 2010                           | Kesha & Travie McCoy                                     |                                        |
| Robert Plant                                                       | Now and Zen Tour                                             | 24 juillet 1988                        | Cheap Trick (scheduled)                                  |                                        |
| Rock Allegiance Festival                                           | —                                                            | 1er septembre 2012                     | NC                                                       |                                        |
| Rod Stewart                                                        | Out of Order Tour                                            | 9 juin 1989                            | Tommy Conwell & The Young Rumblers                       |                                        |
| Rod Stewart                                                        | A Night to Remember Tour                                     | 28 septembre 1993                      | Patti Smith                                              |                                        |
| Rod Stewart                                                        | A Spanner in the Works Tour                                  | 18 mai 1996                            | NC                                                       |                                        |
| Rod Stewart                                                        | Human Tour                                                   | 28 juillet 2001                        | NC                                                       |                                        |
| Rod Stewart                                                        | 2020 Tour                                                    | 31 juillet 2020                        | Cheap Trick                                              |                                        |
| The Rolling Stones                                                 | A Bigger Bang Tour                                           | 1er octobre 2005                       | Beck                                                     |                                        |
| Rush                                                               | Snakes & Arrows Tour                                         | 17 juillet 2008                        | NC                                                       |                                        |
| Sam Hunt                                                           | Southside Summer Tour                                        | 29 août 2020                           | Kip Moore, Travis Denning, Brandi Cyrus, & Ernest        |                                        |
| Sammy Hagar & The Waboritas                                        | Heavyweight Champs of Rock 'n' Roll Tour                     | 14 août 2002                           | David Lee Roth                                           |                                        |
| Santana & Earth, Wind & Fire                                       | Miraculous Supernatural 2020 Tour                            | 8 août 2020                            | NC                                                       |                                        |
| Shania Twain                                                       | Come on Over Tour                                            | 30 mai 1999                            | Leahy                                                    |                                        |
| Sheryl Crow                                                        | Sheryl Crow Tour                                             | 1er août 1997                          | Wilco                                                    |                                        |
| Southern Ground Music Festival                                     | —                                                            | 30 août 2014                           | NC                                                       |                                        |
| Southern Ground Music Festival                                     | —                                                            | 31 août 2014                           | NC                                                       |                                        |
| Spin Doctors                                                       | 1993 Tour                                                    | 16 juillet 1993                        | Soul Asylum & Screaming Trees                            |                                        |
| Staind                                                             | Chapter V Tour                                               | 20 juillet 2005                        | 3 Doors Down, Breaking Benjamin & No Address             |                                        |
| Staind                                                             | The Illusion of Progress Tour                                | 26 juillet 2008                        | 3 Doors Down, Hinder & Jet Black Stare                   |                                        |
| Staind                                                             | The Illusion of Progress Tour                                | 27 juillet 2008                        | 3 Doors Down, Hinder & Jet Black Stare                   |                                        |
| Sting                                                              | Brand New Day Tour                                           | 10 septembre 2000                      | Jonny Lang                                               |                                        |
| Sting                                                              | Sacred Love Tour                                             | 28 juillet 2004                        | Dominic Miller & Annie Lennox                            |                                        |
| Styx                                                               | Return to Paradise Tour                                      | 21 juin 1996                           | Kansas                                                   |                                        |
| Summer MixTape Festival                                            | —                                                            | 17 août 2012                           | NC                                                       |                                        |
| Summer MixTape Festival                                            | —                                                            | 18 août 2012                           | NC                                                       |                                        |
| Summer MixTape Festival                                            | —                                                            | 26 juillet 2013                        | NC                                                       |                                        |
| Summer MixTape Festival                                            | —                                                            | 27 juillet 2013                        | NC                                                       |                                        |
| Thomas Rhett                                                       | Very Hot Summer Tour                                         | 20 juillet 2019                        | Dustin Lynch, Russell Dickerson, & Rhett Akins           |                                        |
| Three Days Grace & Breaking Benjamin                               | One-X Tour                                                   | 22 septembre 2007                      | Live, Collective Soul & Seether                          |                                        |
| Tina Turner                                                        | Private Dancer Tour                                          | 10 août 1985                           | Glenn Frey                                               |                                        |
| Train                                                              | Play That Song Tour                                          | 17 juin 2017                           | O.A.R. & Natasha Bedingfield                             |                                        |
| Twenty One Pilots                                                  | Emotional Roadshow World Tour                                | 19 juin 2016                           | Mutemath & Chef'Special                                  |                                        |
| Toby Keith                                                         | Shock'n Y'all Tour                                           | 5 septembre 2003                       | Blake Shelton                                            |                                        |
| Toby Keith                                                         | Big Throwdown Tour                                           | 3 septembre 2004                       | Terri Clark & Scotty Emerick                             |                                        |
| Toby Keith                                                         | Big Throwdown II Tour                                        | 26 août 2005                           | Lee Ann Womack & Shooter Jennings                        |                                        |
| Toby Keith                                                         | White Trash with Money Tour                                  | 27 août 2006                           | Joe Nichols & Rushlow Harris                             |                                        |
| Tom Petty and the Heartbreakers                                    | Echo Tour                                                    | 5 juillet 1999                         | Lucinda Williams                                         |                                        |
| Tom Petty and the Heartbreakers                                    | The Last DJ Tour                                             | 14 juillet 2002                        | The Brian Setzer Orchestra                               |                                        |
| U2                                                                 | Zoo TV Tour                                                  | 7 août 1992                            | NC                                                       |                                        |
| Usher                                                              | 8701 Evolution Tour                                          | 28 juin 2002                           | Nas, Faith Evans & Mr. Cheeks                            |                                        |
| Van Halen                                                          | 2004 North American Tour                                     | 13 juin 2004                           | Silvertide                                               |                                        |
| Whitney Houston                                                    | Moment of Truth World Tour                                   | 13 août 1987                           | Kenny G                                                  |                                        |
| The Who                                                            | 2002 North American Tour                                     | 29 juillet 2002                        | Robert Plant                                             |                                        |
| ZZ Top                                                             | Recycler World Tour                                          | 7 février 1991                         | The Black Crowes                                         |                                        |
| Zac Brown Band                                                     | Jekyll + Hyde Tour                                           | 5 septembre 2015                       | Gregg Allman                                             |                                        |
| Zac Brown Band                                                     | Welcome Home Tour                                            | 3 septembre 2017                       | Darrell Scott                                            |                                        |
| Zac Brown Band                                                     | Down the Rabbit Hole Live                                    | 22 juin 2018                           | Darrell Scott                                            |                                        |
| Zac Brown Band                                                     | The Owl Tour                                                 | 29 août 2019                           | Promise of the Real                                      |                                        |
| Zac Brown Band                                                     | Roar with the Lions Tour                                     | 20 juin 2020                           | Gregory Alan Isakov                                      |                                        |
| 5 Seconds of Summer                                                | Rock Out with Your Socks Out Tour                            | 29 août 2015                           | Hey Violet                                               |                                        |
| 5 Seconds of Summer                                                | Sounds Live Feels Live World Tour                            | 2 juillet 2016                         | Hey Violet & One Ok Rock                                 |                                        |